# مارسيلو راميريز
مارسيلو راميريز (بالإسبانية: Marcelo Ramírez)‏ (29 مايو 1965 بسانتياغو في تشيلي - ) هو مدرب كرة قدم ولاعب كرة قدم تشيلي في مركز حراسة المرمى، شارك في كأس العالم 1998. وشارك مع منتخب تشيلي لكرة القدم. أما مع النوادي، فقد لعب مع كولو-كولو وNaval de Talcahuano ‏.

## وصلات خارجية
- مارسيلو راميريز على موقع الاتحاد الدولي (مؤرشف)  (الإنجليزية)
- مارسيلو راميريز على موقع قاعدة بيانات كرة القدم.إي يو (الإنجليزية)
- مارسيلو راميريز على موقع ناشيونال فوتبول تيمز (الإنجليزية)
- مارسيلو راميريز على موقع عالم كرة القدم.نت (الإنجليزية)